# Distrito de Marsella
El distrito de Marsella es un distrito de Francia, que se localiza en el departemento Bocas del Ródano, de la région Provenza-Alpes-Costa Azul. Cuenta con 26 cantones y 21 comunas.
La capital de un distrito se llama subprefectura (sous-préfecture). Cuando un distrito contiene la prefectura (capital) del departamento, esa prefectura es la capital del distrito, y se comporta tanto como una prefectura como una subprefectura.

## División territorial

### Cantones
Los cantones del distrito de Marsella son:
1. Allauch
2. Aubagne
3. La Ciotat
4. Marseille I
5. Marseille II
6. Marseille III
7. Marseille VIII
8. Marseille X
9. Marseille XI
10. Marseille XII
11. Marseille XIII
12. Marseille XIV-A
13. Marseille XIV-B
14. Marseille XIX
15. Marseille XV
16. Marseille XVI
17. Marseille XVII
18. Marseille XVIII
19. Marseille XX A
20. Marseille XX B
21. Roquevaire

### Comunas
| 1. Allauch (13002)          | 2. Aubagne (13005)         | 3. Auriol (13007)                | 4. Belcodène (13013)              |
| 5. La Bouilladisse (13016)  | 6. Cadolive (13020)        | 7. Carnoux-en-Provence (13119)   | 8. Cassis (13022)                 |
| 9. Ceyreste (13023)         | 10. La Ciotat (13028)      | 11. Cuges-les-Pins (13030)       | 12. La Destrousse (13031)         |
| 13. Gréasque (13046)        | 14. Gémenos (13042)        | 15. Marsella (13055)             | 16. La Penne-sur-Huveaune (13070) |
| 17. Peypin (13073)          | 18. Plan-de-Cuques (13075) | 19. Roquefort-la-Bédoule (13085) | 20. Roquevaire (13086)            |
| 21. Saint-Savournin (13101) |                            |                                  |                                   |